# Клингс
Клингс (њем. Klings) општина је у њемачкој савезној држави Тирингија. Једно је од 61 општинског средишта округа Вартбург. Према процјени из 2010. у општини је живјело 486 становника. Посједује регионалну шифру (AGS) 16063045.

## Географски и демографски подаци
Клингс се налази у савезној држави Тирингија у округу Вартбург. Општина се налази на надморској висини од 475 метара. Површина општине износи 6,5 km². У самом мјесту је, према процјени из 2010. године, живјело 486 становника. Просјечна густина становништва износи 75 становника/km².